# شیرجه‌مرغ
شیرجه‌مرغ (انگلیسی: Baptornis) سرده‌ای از پرندگان آبزی بی‌پرواز اواخر کرتاسه بودند.